# Klimafluktuation
Eine Klimafluktuation ist eine zyklische Änderung des Klimas und ist begrifflich der Klimaschwankung nahe. Letztere weist nur ein Maximum bzw. Minimum zwischen zwei gegenläufigen Ausschlägen auf; eine Reihe von Klimaschwankungen geht in eine Klimafluktuation über. 
Die Dauer einer solchen Schwankungsperiode liegt dabei in der Größenordnung von ca. 100 bis 1000 Jahren. Schnellere Klimafluktuationen bis herunter zu Perioden von Jahren werden auch Klimaoszillationen genannt.
Klimafluktuationen können eine Verschiebung von Vegetationszonen bewirken und das Siedlungsverhalten von Menschen beeinflussen. Sie treten meistens regional oder hemisphärisch auf und haben deshalb nur selten globale Auswirkungen.